# Aéroport de Jining Qufu
Pour les articles homonymes, voir JNG.
L'aéroport de Jining Qufu (code IATA : JNG • code OACI : ZLJN) est un aéroport desservant la ville de Jining dans la province du Shandong, en Chine. L'aéroport est situé à 25 kilomètres de la ville.

## Compagnies aériennes et destinations
| Compagnies                                         | Destinations                                                                          |
| -------------------------------------------------- | ------------------------------------------------------------------------------------- |
| Chengdu Airlines                                   | Chengdu-Shuangliu, Dalian-Zhoushuizi, Shenyang                                        |
| China Eastern Airlines                             | Pékin-Capitale, Kunming-Changshui                                                     |
| China Eastern Airlines opéré par Shanghai Airlines | Changchun, Fuzhou-Chánglè, Harbin Taiping, Shanghai-Pudong, Shenyang, Wenzhou-Longwan |
| China Express Airlines                             | Chongqing-Jiangbei, Dalian-Zhoushuizi, Wēihǎi                                         |
| China Southern Airlines                            | Canton-Baiyun                                                                         |
| Donghai Airlines                                   | Shenzhen-Bao'an, Yingkou (zh)                                                         |
| GX Airlines                                        | Changsha, Nanning, Yantai                                                             |
| Hebei Airlines                                     | Shijiazhuang, Haikou                                                                  |

Édité le 03/02/2018